# Бети, Пауло
Па́улу Бе́ти (порт. Paulo Betti, род. 10 сентября 1952, Рафард, Сан-Паулу) — бразильский актёр, продюсер и режиссёр.

## Биография
После обучения в школе драматического искусства, Паулу Бети сформировался как актёр под руководством режиссёра Селсу Нуннеса в театральной группе «Pessoal do Victor», основанной в 1975 году. В 1979 году он дебютировал в качестве режиссёра спектакля «Церемония для убитого негра», получив в награду премию губернатора штата Сан-Паулу, премию APCA (ассоциации критиков искусства Сан-Паулу). С 1977 по 1984 год преподавал театральное искусство в университете города Кампинаса.
В 1980-х годах продолжил театральную карьеру в обеих профессиях (актёра и режиссёра). В этом же десятилетии началась его карьера на телеканале «Globo», где он исполнил десятки ролей в телесериалах, среди которых афериса Вандерлей в «Секрете тропиканки», следователь Олаву де Мело в детективе «Новая жертва» и Армандо в «Клоне». Среди его киноработ — фильмы «Ламарка» и «Ориунди», в котором он играл вместе с Энтони Куинном. В 2005 году Бети выступил в качестве режиссёра и продюсера кинофильма «Cafundó».
Паулу Бети, потомок итальянских иммигрантов, в 1973 году женился на однокурснице по школе драматического искусства, будущей актрисе Элиане Джардини, ставшей матерью его дочерей Жулианы (род. 1977) и Марианы (род. 1981). Вместе с супругой он работал в театральной группе «Pessoal do Victor», а в 1997 году они вместе исполнили роли в телесериале «Непокорная». В том же году пара развелась по совместному согласию, прожив в браке почти 25 лет. В 2001 году Бети женился на актрисе Марии Рибейру, которая была моложе него на 23 года. От этого брака, распавшегося в 2005 году, у них родился в 2003 году сын Жоан.

## Фильмография

### Телевидение
- 1979 — Как спасти мой брак
- 1981 — Иммигранты — Андре
- 1982 — Иммигранты: третье поколение — Андре
- 1983 — Яблоко любви — Эдсон
- 1984 — Transas e caretas — Дирсеу Валенте
- 1984 — Vereda tropical — Марку
- 1985 — De quina pra Lua — Бруно Скарпелли
- 1986 — Гипертензия — Лаэрте
- 1987 — Кармен' — Сиру

- 1989 — Колония Сесилия — Джованни Росси
- 1989 — Тиета — Тимотеу
- 1992 — Камень о камень — Карлон Батиста
- 1993 — Секрет тропиканки — Вандерлей
- 1994 — Случай в Антаресе — Сисеру Бранку
- 1995 — Новая жертва — Олаву де Мелу
- 1995 — Engraçadinha… seus amores e seus pecados — доктор Одорику
- 1996 — Конец света — Жоазиньо да Дагмар
- 1997 — Непокорная — Ипиранга Питигуари
- 1998 — В мире женщин — Дуда (эпизод)
- 1999 — Музыка её души — Карлос Гомес
- 1999 — Горячая луна — Рамиру
- 1999 — Власть Желания — Ижину Вентура
- 2001 — Семья Майя — Жоакин Алварес ди Кастру Гомеш
- 2001 — Клон — Арманду
- 2002 — Желания женщины — Алекс Миллер
- 2003 — Кубанакан — Чакон
- 2004 — Метаморфозы — Вентура
- 2006 — Ж.К. — Жозе Мария Алкмин
- 2007 — Тропический рай — Лусена
- 2007 — Семь грехов — Флавио
- 2008 — Алине — Жути
- 2009 — Невидимая женщина — Ногиейера
- 2009 — Звук и ярость — Кино — Алан
- 2009 — Chico e Amigos" — Бету
- 2009 — Шум и ярость — Алан
- 2010 — Вот где собака зарыта — Жоау
- 2011 — Наша жизнь — Жонас Маседу
- 2011 — Лара через З — Жетулио Ферро
- 2012 — Бок о бок — Марио Кавальканти
- 2014—2015 — Империя — Теу Перейра
- 2016—2017 — Рок-история — Аральду
- 2017—2018 — Другая сторона рая — доктор Маурисиу
- 2019 — Сироты земли — Мигель Нассер
- 2022 — Вне иллюзий — Константину Фигейреду
- 2023 — Идеальная любовь — мэр Ансельмо Эваристо

### Кино
- 1985 — Жёсткая игра
- 1985 — Причина тоски
- 1987 — Besame Mucho
- 1988 — Dedé Mamata
- 1989 — Слишком глупая — Габриэл
- 1990 — Césio 137 — o Pesadelo de Goiânia
- 1991 — Olha! Isso pode dar bolo (короткометражка)
- 1994 — Ламарка — Карлос Ламарка
- 1995 — Biu, a vida real não tem retake (короткометражка)
- 1996 — Кто убил Пишоте?
- 1997 — Guerra de Canudos
- 1997 — Эд Морт
- 1997 — Любовь в воздухе
- 1999 — O toque do oboé
- 1999 — Мауа — император и король
- 1999 — Ориунди — Ренату Падовани
- 2000 — Заблудившийся ангел
- 2002 — Дорогой чужак
- 2005 — Cafundó
- 2006 — Chatô, o Rei do Brasil
- 2006 — Возвращение Ирмы Вап
- 2006 — Красная дорожка
- 2006 — Зузу Анжел — Карлос Ламарка
- 2007 — Большая семья — фильм — Карлиньос
- 2007 — Знак города — муж Теки
- 2008 — Дом мамы Жоаны — Паулу Роберту
- 2014 — Детство — Энрике
- 2019 — Меняла — Дон Маринс